# Stosunek przedsionkowy
Stosunek przedsionkowy, stosunek płytki (łac. coitus vestibularis, ang. cool-sex) – praktyka seksualna polegająca na wprowadzeniu członka pomiędzy wargi sromowe mniejsze i wykonywaniu płytkich ruchów frykcyjnych.
Technika ta jest stosowana przez ludzi młodych, którzy z różnych względów chcą zachować nienaruszoną błonę dziewiczą, przez pary, w których kobieta ma zbyt luźną lub szeroką pochwę lub mężczyzna ma problemy z erekcją (w tych przypadkach utrudnione jest osiągnięcie satysfakcji seksualnej poprzez stosunek dopochwowy). Stosunek przedsionkowy pozwala na przeżycie orgazmu obojgu partnerom – u mężczyzny pobudzana jest żołądź, u kobiety zaś łechtaczka.